# FC Tranzit
FC Tranzit este un club de fotbal din Ventspils, Letonia.

## Lotul actual
Ultima actualizare: 26 octombrie 2009.
| Nr. |          | Poziție | Jucător                    |
| --- | -------- | ------- | -------------------------- |
| 1   | Lituania | P       | Mindaugas Malinauskas      |
| 2   | Letonia  | F       | Kirils Mitins              |
| 3   | Letonia  | A       | Edgars Kārkliņš            |
| 5   | Letonia  | M       | Artūrs Zjuzins             |
| 6   | Letonia  | M       | Deniss Kuzmickis (capitan) |
| 9   | Nigeria  | A       | Jojo Ogunnupe              |
| 10  | Letonia  | A       | Pāvels Hohlovs             |
| 12  | Letonia  | M       | Romāns Mickevičs           |
| 14  | Letonia  | F       | Edgars Vērdiņš             |
| 16  | Letonia  | P       | Andris Zabusovs            |
|     | Letonia  | M       | Visvaldis Ignatāns         |
|     | Letonia  | A       | Kaspars Svarups            |
|     | Letonia  | A       | Igors Ļahovs               |
|     | Letonia  | F       | Toms Aizgrāvis             |

| Nr. |          | Poziție | Jucător              |
| --- | -------- | ------- | -------------------- |
| 18  | Letonia  | M       | Dmitrijs Kuzmins     |
| 19  | Letonia  | M       | Vladimirs Mukins     |
| 20  | Letonia  | F       | Aleksejs Dimčuks     |
| 21  | Letonia  | F       | Vitālijs Stols       |
| 22  | Letonia  | A       | Vitālijs Barinovs    |
| 30  | Cehia    | A       | Dario Torbič         |
| 44  | Lituania | M       | Roland Solomin       |
| 46  | Georgia  | A       | Dawit Jankelidze     |
| 54  | Franța   | M       | Imran Chamkhanov     |
| 55  | Franța   | F       | Julian Rullier       |
| 62  | Letonia  | M       | Aleksandrs Gramovičs |
|     | Letonia  | M       | Igors Barinovs       |